# Mémorial Andrzej Trochanowski
Le Mémorial Andrzej Trochanowski (en polonais : Memoriał Andrzeja Trochanowskiego) est une course cycliste polonaise. Créé en 1989, il fait partie de l'UCI Europe Tour depuis 2005, en catégorie 1.2. Depuis cette date, il est disputé le 1er mai.
L'édition 2020 est annulée en raison de la pandémie de coronavirus,, tout comme l'édition 2021.

## Palmarès
| Année | Vainqueur            | Deuxième              | Troisième              |
| ----- | -------------------- | --------------------- | ---------------------- |
| 1989  | Stanisław Trzeciak   | Adam Szafron          | Józef Grochała         |
| 1990  | Robert Grzechnik     | Sławomir Krawczyk     | Saulius Šarkauskas     |
| 1991  | Grzegorz Gronkiewicz | Zbigniew Ludwiniak    | Tomáš Sedláček         |
| 1992  | Piotr Chmielewski    | Jarosław Chojnacki    | Przemysław Mikołajczyk |
| 1993  | Anatoly Tchubar      | Krzysztof Szafrański  |                        |
| 1994  | Igor Chukhliantsev   | Piotr Zaradny         | Szczepan Gurdała       |
| 1995  | Paweł Niedźwiecki    | Zenon Jaskuła         | Dariusz Baranowski     |
| 1996  | Raimondas Rumšas     | Zbigniew Piątek       | Piotr Wadecki          |
| 1997  | Grzegorz Wajs        | Radosław Romanik      | Grzegorz Gronkiewicz   |
| 1998  | Marek Wrona          | Grzegorz Gronkiewicz  | Jarosław Rębiewski     |
| 1999  | Alexei Nakazny       | Bartłomiej Ksobiak    | Volodymyr Savchenko    |
| 2000  | Piotr Chmielewski    | Marcin Lewandowski    | Sławomir Chrzanowski   |
| 2001  | Adam Wadecki         | Robert Radosz         | Grzegorz Gronkiewicz   |
| 2002  | Bogdan Bondariew     | Hubert Nowak          | Chris Fisher           |
| 2003  | Paweł Szaniawski     | Marcin Sapa           | Oleksandr Klymenko     |
| 2004  | Mariusz Witecki      | Sebastian Jezierski   | Dariusz Skoczylas      |
| 2005  | František Raboň      | Piotr Zaradny         | Sebastian Jezierski    |
| 2006  | Piotr Chmielewski    | Marcin Sapa           | Maroš Kováč            |
| 2007  | Tomasz Lisowicz      | Piotr Zaradny         | Łukasz Podolski        |
| 2008  | Tomasz Kiendyś       | Artur Detko           | Pavel Zitta            |
| 2009  | Mateusz Taciak       | Tomasz Kiendyś        | Dariusz Rudnicki       |
| 2010  | André Schulze        | Adam Wadecki          | Krzysztof Jeżowski     |
| 2011  | André Schulze        | Krzysztof Jeżowski    | Marek Cichosz          |
| 2012  | Tomasz Smoleń        | Andrzej Bartkiewicz   | Sylwester Janiszewski  |
| 2013  | Konrad Dąbkowski     | Grzegorz Stępniak     | Dzmitryi Suravets      |
| 2014  | Kamil Gradek         | Kamil Zieliński       | Łukasz Bodnar          |
| 2015  | Mateusz Nowak        | Paweł Franczak        | Kacper Gronkiewicz     |
| 2016  | Alois Kaňkovský      | Adrian Tekliński      | Błażej Janiaczyk       |
| 2017  | Alois Kaňkovský      | Grzegorz Stępniak     | Eryk Latoń             |
| 2018  | Alois Kaňkovský      | Sylwester Janiszewski | Paweł Franczak         |
| 2019  | Alois Kaňkovský      | Maciej Paterski       | František Sisr         |
| 2022  | Tobias Nolde         | Tim Bierkens          | Martin Pluto           |
| 2023  | Itamar Einhorn       | Stanisław Aniołkowski | Norbert Banaszek       |
| 2024  | Norbert Banaszek     | Magnus Bak Klaris     | Bartłomiej Proć        |
| 2025  | Marceli Bogusławski  | Rotem Tene            | Lars Rouffaer          |